# Limnopsyche dispersa
Limnopsyche dispersa is een fossiele soort schietmot uit de familie Phryganeidae.